# Куленович, Лука
Лу́ка Куле́нович (хорв. Luka Kulenović; род. 29 сентября 1999, Торонто) — хорватский и боснийский футболист, полузащитник нидерландского клуба «Хераклес» и сборной Боснии и Герцеговины.

## Клубная карьера
Куленович — воспитанник клубов «Баня-Лука», «Крупа», «Железничар», «Тренчин» и «Осиек». В 2020 году игрок подписал контракт со столичной командой «Кустошия». 22 февраля в матче против дублёров сплиткого «Хайдука» он дебютировал в хорватской ФНЛ. Летом 2021 году Куленович перешёл в приедоского «Рудара». 22 августа в матче против «Бораца» он дебютировал в чемпионате Боснии и Герцеговины. 23 апреля 2022 года в поединке против «Широки-Бриег» Лука забил свой первый гол за «Рудар».
Летом 2022 года Куленович перешёл в добойскую «Слогу». 23 июля в матче против «Леотара» он дебютировал за новый клуб. В этом же поединке Лука забил свой первый гол за «Слогу».
Летом 2023 года Куленович перешёл в либерецкий «Слован». 23 июля в матче против «Баника» из Остравы он дебютировал в Гамбринус лиге. 30 июля в поединке против «Млады-Болеслав» Лука забил свой первый гол за «Слован». В сезоне с 7 голами стал лучшим бомбардиром команды.
29 июля 2024 года Куленович перешёл в нидерландский клуб «Хераклес», подписав четырёхлетний контракт до середины 2028 года. 1 сентября дебютировал в Эредивизи в гостевом матче против ПЕК Зволле, выйдя на замену вместо Юхо Талвитие на 72-й минуте.